# Michael Austin (Schwimmer)
Michael „Mike“ MacKay Austin (* 26. August 1943 in West Orange, New Jersey) ist ein ehemaliger Schwimmer aus den Vereinigten Staaten, der eine Goldmedaille bei Olympischen Spielen gewann.

## Karriere
Bei den Olympischen Spielen 1964 in Tokio belegte Michael Austin den sechsten Platz über 100 Meter Freistil. Die 4-mal-100-Meter-Freistilstaffel erreichte in der Besetzung Stephen Clark, Lary Schulhof, Michael Austin und Gary Ilman mit der schnellsten Vorlaufzeit das Finale. Im Endlauf verbesserten Clark, Austin, Ilman und Don Schollander den Weltrekord auf 3:33,2 Minuten und gewannen die Goldmedaille mit vier Sekunden Vorsprung auf die deutsche Staffel. Schwimmer, die nur im Staffelvorlauf eingesetzt wurden, erhielten bis 1980 keine Medaille.
Austin studierte an der Yale University. Mit deren Schwimmteam gewann er 1963 und 1964 das Staffelrennen bei den College-Meisterschaften der Vereinigten Staaten. Austin arbeitete nach seinem Studienabschluss in der Finanzbranche.